# 国民革命军第六十二军
国民革命军第六十二军，為陈济棠國民革命軍第八路軍部隊在進行中央統制的改編番號之一，兩廣事變後，陳濟棠在廣東遺留的部隊資產由余汉谋繼承，余被南京國民政府委任为第四路军司令，奉命将原陈济棠第八路军改编為中央軍番號，使用了國民革命軍第151師至國民革命軍160師的編號，至抗戰前，廣東軍閥部隊保有10個師編制。

## 抗战时期
1937年7月，全面抗战爆发后，国民政府加速组织扩军投入对日作战，因应抗战形势。廣東部隊將第151师、第152师组建国民革命军第六十二军，隶属第四路军，此时由原陈济棠第一集团军第二军军长张达任军长，莫希德任第151师师长，陈章任152師师长。同年12月，第四路军改编为第十二集团军，六十二军隶属不变。
1938年9月，151师改隶新建立的国民革命军第八十三军，六十二軍僅剩152師編制。同年10月，日軍為了打破武漢會戰的膠著態勢，在廣東省發動登陸作戰，為广州战役，六十二军參與戰役。
1939年1月，因廣州戰役的失敗八十三军番號撤銷，151師轉隸国民革命军第六十六军，为弥补空缺，将国民革命军第六十五军辖下157師（師長黃濤）改隶六十二军。同年9月，军长张达升任第十二集团军参谋长，157師师长黄涛接任军长，157師副師長練惕生升任157師師長一職。
1939年11月27日至1940年1月10日，第四战区奉命发起冬季攻势，即第四战区冬季作战，又称第一次粤北会战。六十二军由军长黄涛率领在粤北與日軍接戰，于12月26日奉第十二集团军总司令余汉谋命令，由佛冈向从化、牛背脊间迂回前进，重点反攻牛背脊，将北进的日军分割为两股，尔后集中兵力各个包围歼灭。
1940年春，国民革命军进行编制调整，国民革命军第六十六军因桂南会战作战不力遭撤裁，其辖下第151师轉回六十二軍編制；同时152师与国民革命军第六十三军第154师对调，此时林偉儔任第151师师长，梁世骥任第154师师长。同年5月，六十二军参与第二次粤北会战。
1943年秋，154师与國民革命軍第六十五軍所隸屬的第158師（師長陈锦言）对调。
1944年衡阳保卫战期间，六十二军曾调往抗日战争第九战区支援遭圍困衡阳的国民革命军第十军，但最终未能解圍。同年底桂柳会战爆发，六十二军移編給抗日战争第四战区（司令长官张发奎）改隶第三十五集团军，奉命于廣西省西江布防。
1945年7月，158師移編為抗日战争第七战区（司令长官余汉谋）直辖部隊，另将因桂柳会战作战不力被裁减之国民革命军第三十七军原辖國民革命軍第95師（師長段澐）改隶六十二军。
1945年8月15日，日本宣布无条件投降。六十二军先随卢汉第一方面军进驻越南一七线以北河内、海防等处受降，同年11月底乘美国第七舰队军舰开往已光复的台湾，于高雄左营登陆，军部驻台南，95師驻嘉义，151師驻高雄，157師驻台中，负责接收點交臺灣軍在南臺灣與中臺灣的人員裝備，並接收日械裝備部隊。据记载「在高雄登陆为六十二军黄涛部，美式装备、服装整齐、器械精良，先接收越南而後来台。」第六十二军军长黄涛兼任「台湾地区军事接收委员会」陆军第二组组长，配属官兵200余人，主要任务是负责将日军第十二、第五十及第七十师团及第七十五混成旅团集中于新化以东、潮州东南、斗六以东及苗栗附近各地区，并禁止其擅自活动。接收地区在台湾南部，被划分为台中、嘉义、台南、高雄凤山四个区。规定在1945年12月底前完成南部地区的接收工作。该区一共有日军军火及给养仓库共105处。

## 第二次國共內戰
1946年2月，因不愿参加第二次国共内战，军长黃濤被蒋中正解除职务。黄涛被解除职务后，军长遗缺引来蒋中正、陈仪等各方势力觊觎，几经波折最终由151師師長林偉儔接任军长。1946年10月，第六十二军奉命回调大陆，在华北地区与共产党部队作战，并于5月响应整编案缩编为整编第六十二师。

1947年3月，整编第六十二师恢复原番号。同年10月，95师改隶保定绥靖公署（主任孙连仲）直辖，另将国民革命军第五十三军辖下第67师（師長李學正）改隶六十二军。
1948年9月，六十二军隶属侯镜如第十七兵团，奉命出关参加辽沈会战，然而由于侯镜如事前已暗中倒向中国共产党，于是六十二军徒劳无功，最终撤守关内天津、塘沽一带，同时新建第317师。同年12月，因平津会战爆发，一度驰援北平增强防御力量，不久后又奉命回防天津，但第157师（师长何宝松）被留在北平。
1949年1月14日，中国人民解放军在刘亚楼指挥下，对天津发起进攻，并于29小时后攻克天津，军长林伟俦在亲自传令部队向解放军投降途中被俘，不久北平和平解放，留守北平之第157师向解放军投诚，先后被改编为解放军独立第24师、两广纵队第二师，何宝松仍任师长，并率领部队一直南下至海南岛。
1949年2月，为加强在广东地区的防御力量，六十二军在广东重建，隶属第四编练司令部。張光瓊任军长，張一中任副军长。下辖：67师、151师、157师。不久部队编制调整，第67师、157师合编为第153师。此时，罗懋勋任第151师师长，李宏達任第153师师长。同年10月，该军在参加广东战役中，军部及直属分队1,500人在中共地下党组织、粤桂边游击纵队策动和接应下，于湛江西营起义，其余被全歼。广东战役后，国军在海南岛再次重建六十二军，隶属琼崖防卫总司令部，軍長李鐵軍，下辖151师、153师、163师和教导师。
1950年3月，六十二军在海南岛战役中，被人民解放军几近全歼，残部500余人并入國民革命軍第六十三軍。